# NGC 2667
NGC 2667 é uma galáxia espiral (S?) localizada na direcção da constelação de Cancer. Possui uma declinação de +19° 01' 11" e uma ascensão recta de 8 horas, 48 minutos e 27,2 segundos.
A galáxia NGC 2667 foi descoberta em 18 de Fevereiro de 1862 por Heinrich Louis d'Arrest.